# Pilar do Iguaçu
A freguesia de Nossa Senhora do Pilar do Iguaçu (Antigo Distrito de Nova Iguaçu)  foi uma das mais antigas e prósperas do recôncavo da Guanabara. Sua sede localizava-se no atual bairro do Pilar Hoje em Duque de Caxias, Rio de Janeiro, onde ainda se encontra a igreja de Nossa Senhora do Pilar erguida em 1720.
Teve  grande importância econômica durante os séculos XVIII e XIX, quando seu porto fluvial nas margens do rio Pilar era um dos pontos de início do "Caminho Novo" que ligava o porto do Rio de Janeiro com as Minas Gerais. Foi subordinada administrativamente à vila e ao município de Nova Iguaçu, assim como à Vila da Estrela.

## Primórdios
A primeira sesmaria na região foi doada para Gaspar Sardinha em 1571. Seus descendentes construíram em 1612 uma ermida que deu origem a uma capela dedicada à Nossa Senhora do Pilar. Uma outra capela, a de Nossa Senhora das Neves, construída em área doada por Manuel Pires e sua mulher, foi elevada a capela curada em 1637 e instalou-se como a primeira freguesia na região.
| "O Iguazu é um belo rio, largo e profundo, que corre por um leito extraordinariamente meandroso... Cerca de cinco milhas a montante de sua emborcadura é esse rio alcançado pelo Pilar, que vem do nordeste, já tendo passado por junto de umas poucas casitas e um grande edifício que forma a aldeia do mesmo nome". Descrição feita pelo comerciante inglês John Luccok entre 1808 e 1818. |

Em 1696, foi erguida uma capela dedicada à Nossa Senhora do Pilar em local próximo à atual atual igreja, a qual foi transformada em "paróquia encomendada" pelo bispo do Rio de Janeiro, dom José de Barros Alarcão.
Um porto foi construído por volta desta época nas margens do rio Pilar, antes chamado Morobay. Do porto do rio Pilar, podia-se atingir o rio Iguaçu (que desemboca na baía de Guanabara) e assim chegar ao porto do Rio de Janeiro. Até os meados do século XIX, os rios Iguaçu e Pilar eram muito mais largos e profundos do que são atualmente. O porto de Pilar do Iguaçu servia principalmente para embarque do açúcar e produtos alimentícios produzidos na região, que era transportado até o porto do Rio de Janeiro.

## Apogeu
| “Parte-se da cidade do Rio de Janeiro em lancha e se entra pelo rio Iguaçu, e em uma maré se chega ao sítio do Pilar; e daqui em canoa pelo rio acima se vai ao Couto; aqui se monta a cavalo e se segue a Taquaraçu, ao pé da Boa Vista; sobe-se a serra com bastante trabalho. Do mesmo mais eminente da estrada se vê o mar e a planície da terra em recíproco comércio; goza aqui a vista de um famoso espetáculo…". Descrição feita por Francisco Tavares de Brito em 1732 |

A região prosperou durante os séculos XVI e XVII com os engenhos de açúcar, até que foi encontrado ouro nas Minas Gerais no início do século XVIII.
Houve então necessidade de um caminho para escoamento do ouro das Minas Gerais diretamente para o porto do Rio de Janeiro. Como parte deste trajeto, Garcia Rodrigues Paes abriu uma estrada entre Paraíba do Sul e o porto do Pilar (do rio Iguaçu). Essa ligação foi chamada Caminho do Pilar ou Caminho Novo das Minas, pois substituía o Caminho de Paraty. Posteriormente foram também abertos outros caminhos e, com a redução de seu uso, o Caminho Novo passou a ser chamado de Caminho Velho ou Estrada Velha do Pilar. Mesmo como outras estradas, o Caminho do Pilar manteve-se como opção para o escoamento da produção serrana ocidental e para os que temiam o mar, preferindo uma viagem por terra firme. passando por Irajá e Inhaúma, hoje bairros do Rio de Janeiro.
A freguesia teve seu período de apogeu econômico no século XVIII. O Caminho do Pilar valorizou as propriedades rurais nos seus arredores e permitiu a colonização das terras desde Baixada Fluminense até as serras. As atividades econômicas eram diversificadas, incluido engenhos de produção de açúcar para exportação, plantio de alimentos e pecuária para fornecimento nas cidades do Rio de Janeiro e Minas Gerais, assim como pelo comércio devido ao trânsito intenso de pessoas e tropas de burros.
No local de encontro do rio Pilar com o Iguaçu foi instalada a "Guarda do Pilar" que fiscalizava e registrava a passagem de todo ouro e diamantes que eram trazidos das Minas Gerais para o Rio de Janeiro. A região possuía 9 portos fluviais noa quais operavam 18 barcos e 1 lancha.
O prédio da então igreja matriz de Nossa Senhora do Pilar foi erguido em 1720 na Estrada Velha do Pilar, onde esta chegava nas margens do rio Pilar. A sua construção foi feita com com auxilio da Fazenda Real, e mais tarde, o dinheiro das esmolas da gente rica ou pobre que por ali passava foi utilizado para reformas luxuosas. O altar desta igreja, entalhado em madeiras e pintado a ouro, tornou-se famoso em todo o Brasil.
Além da já existente capela de Nossa Senhora das Neves, o pároco da freguesia de Pilar do Iguaçu passou a atender novas capelas curadas do seu território: em 1730 foi erguida a capela de  Nossa Senhora do Rosário na fazenda do mesmo nome, próxima ao rio Saracuruna; em 1766 foi erguida a capela de Santa Rita no lugar chamado de Taquaruçú. Quatro oratórios familiares localizados nas fazendas receberam autorização do bispo para que os padres ali celebrassem missa com a Eucaristia.
Além do comércio dos caminhos das Minas Gerais, a freguesia tinha uma grande produção agrícola que era vendida no Rio de Janeiro ou exportada. Entre 1769 e 1779, a freguesia possuía "um engenho pertencente ao capitão Luciano Gomes Ribeiro que fabricava 40 caixas de açúcar e 17 pipas de aguardente, nele trabalhando 74 escravos"; (…) "três engenhocas fabricavam aguardente: a de Matheus Chaves, a do capitão Pedro Gomes de Assunção e a do capitão João Carvalho de Barros. A freguesia produzia também 13.000 sacos de farinha, 100 de feijão, 150 de milho e 2.100 de arroz".
O relatório do vice-rei do Brasil, marquês do Lavradio, relativo aos anos de 1779 a 1789 menciona a freguesia do Pilar do Iguaçu como a única da Baixada Fluminense que tinha população livre superior à escrava, o que indica a importância local das atividades manufatureiras, do comércio e armazenamento da produção e dos serviços de hospedagem e alimentação prestados aos viajantes, além da presença de agricultores que arrendavam terras doadas às irmandades da igreja matriz de Nossa Senhora do Pilar.
Em 1833, a freguesia de Pilar passou a ser parte da recém-criada vila de Nossa Senhora da Piedade do Iguaçu.
Depois da decadência da produção de ouro nas Minas Gerais, ocorreu o apogeu das plantações de café do vale do Paraíba do Sul. Deste modo, a região ainda se manteve como ponto de descanso e abastecimento de tropeiros que ali faziam o transbordo e trânsito de mercadorias no porto fluvial.

## Decadência e abandono
O porto do Pilar de Iguaçu foi bastante utilizado até o início do século XIX, sendo o local de passagem preferido por D. Pedro I quando este viajava até Minas Gerais.
Em 1846, foi criada a vila da Estrela assumiu a freguesia de Pilar, pertencente até então a Nossa Senhora da Piedade do Iguaçu. (Nova Iguaçu), 
Na segunda metade do século XIX, o comércio local entrou em lenta decadência com o início de operação das estradas de ferro que esvaziou as antigas estradas, porém a freguesia ainda manteve-se ocupada e com atividade econômica. Uma descrição da época menciona que a freguesia "consta de uma só rua no topo da qual se vê a igreja matriz; a casaria é aparatosa e com muitas lojas de fazendas. Em seu termo não existe senão um engenho e uma olaria para fazer tijolos e telhas. A população anda por 3.000 habitantes, que lavram cana de açúcar, colhem arroz, milho, feijão, café cujos gêneros levam com facilidade para o Rio de Janeiro, sendo que todos os ribeirões e rios adjacentes são, navegáveis…"
A impiedosa devastação das matas da região causou o assoreamento e diminuição da vazão dos rios que deixaram de ser navegáveis. As margens transformaram-se em pântanos com proliferação de mosquitos transmissores de malária e outras doenças. A região foi quase que totalmente desocupada na segunda metade do século XIX.
A Constituição de 1891 reorganizou política e administrativamente o Brasil, de modo que a localidade deixou de ser parte do município de Estrela (que foi extinto), e voltou a ser parte do município de  Nova Iguaçu como distrito de Pilar.
Pilar já foi um Distrito de  Nova Iguaçu, porém Pela Lei Estadual n.º 1.528, de 25-11-1918, o distrito de Pilar passou a denominar-se Xerém, Pelo Decreto Estadual n.º 641, de 15-12-1938, é criado o distrito de Belford Roxo, e anexado ao município de  Nova Iguaçu. Sob o mesmo Decreto é extinto o distrito de Pilar, sendo seu território anexado ao distrito de Estrela do mesmo município de Nova Iguaçu.

## Reocupação e industrialização
Durante o Governo Nilo Peçanha, foram iniciadas obras de saneamento que drenaram os rios pantanosos da baixada Fluminense. A partir de então, a região passou a ser habitada por famílias de baixa renda que arrumavam emprego na cidade do Rio de Janeiro.
Em 1918, o distrito de Pilar passou a chamar-se Xerém, voltando ao antigo nome em 1931, quando é retirada uma boa parte do seu território. A partir de 1938, o distrito de Pilar deixou de existir e passou a ser parte de outros distritos de Nova Iguaçu.
A população da região cresceu bastante no século XX, primeiro com a migração de pessoas das regiões empobrecidas do estado do Rio de Janeiro e Minas Gerais e, depoís da década de 1940, praticamente explodiu com a migração de pessoas do nordeste do Brasil.
Em 1943, foi separado de Nova Iguaçu o novo município de Duque de Caxias o qual incorporou a região onde ficava o antigo porto de Pilar do Iguaçu. A localidade encontra-se atualmente no distrito de Campos Elysios.
Além de ser ter sido rapidamente ocupada por bairros de população de baixa renda, a região do antigo porto de Pilar do Iguaçu passou a sediar muitas indústrias, entre as quais se destaca a refinaria Duque de Caxias da Petrobrás e um conjunto petroquímico ainda em expansão.

## Como chegar
Da próspera freguesia só restou a igreja de Nossa Senhora do Pilar do Iguaçu, localizada bem próxima da refinaria Duque de Caxias, tombada como patrimônio histórico nacional. Perto ainda podem ser vistas algumas ruínas do antigo porto de Pilar do Iguaçu.
Para visitar a histórica Igreja de Nossa Senhora do Pilar do Iguaçu e as ruínas do porto de Pilar do Iguaçu, deve-se ir pelo bairro Lote XV em Belford Roxo, até chegar ao bairro Pilar, em Duque de Caxias.